# Ordina Open 2008
L'Ordina Open 2008 è stato un torneo di tennis giocato sull'erba. 
È stata la 19ª edizione del  Ordina Open, che fa parte della categoria International Series nell'ambito dell'ATP Tour 2008,
e della Tier III nell'ambito del WTA Tour 2008.
Sia il torneo maschile che quello femminile si sono giocati al Autotron park di Rosmalen, vicino 's-Hertogenbosch nei Paesi Bassi,
dal 15 al 21 giugno 2008.

## Campioni

### Singolare maschile
David Ferrer ha battuto in finale  Marc Gicquel con il punteggio di 6–4, 6–2

### Singolare femminile
Tamarine Tanasugarn ha battuto in finale  Dinara Safina con il punteggio di 7–5, 6–3

### Doppio maschile
Mario Ančić /  Jürgen Melzer hanno battuto in finale  Mahesh Bhupathi /  Leander Paes con il punteggio di 7–6(5), 6–3

### Doppio femminile
Marina Eraković /  Michaëlla Krajicek hanno battuto in finale  Līga Dekmeijere /  Angelique Kerber con il punteggio di 6–3, 6–2